# Mosè Bianchi

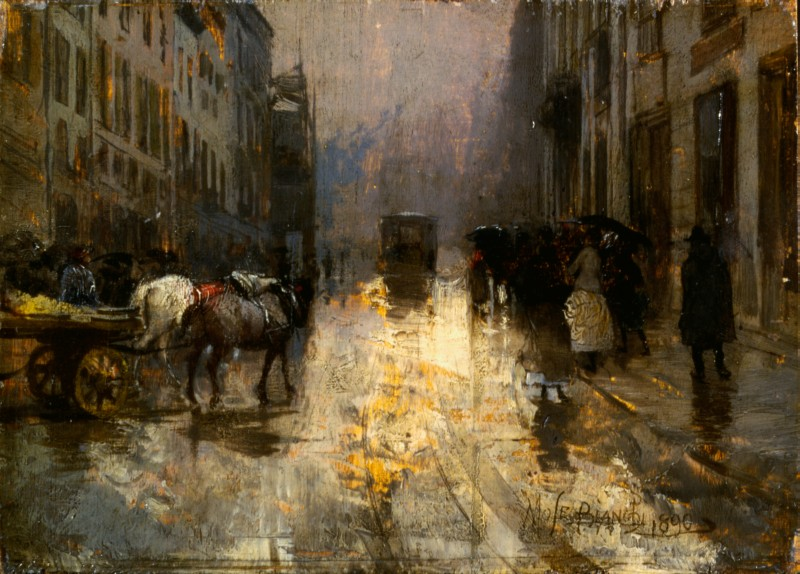
Vieja Milán (1890), Gallerie di Piazza Scala, Milán

Mosè Bianchi (Monza, 13 de octubre de 1840-Monza, 15 de marzo de 1904) fue un pintor y grabador italiano. 

## Biografía
Nació en Monza en 1840, hijo de Giosuè Bianchi y Luigia Meani. Estudió en la Academia Brera de Milán. Sus primeras obras fueron de estilo academicista, generalmente cuadros de exaltación patriótica que ensalzaban la figura de Garibaldi, del que era partidario, así como obras religiosas: El juramento de Pontiada (1863, colección particular, Monza), La comunión de san Luis Gonzaga (1864, iglesia de San Albino, Monza), La visión de Saulo (1865, colección particular, Milán). Entre 1867 y 1869 amplió sus estudios en Venecia y París. En esos años realizó preferentemente escenas de género, caracterizadas por su naturalismo y cierto aire patético: Los hermanos en el campo (Galleria d'Arte Moderna, Milán). Posteriormente siguió con los cuadros históricos y religiosos, así como paisajes venecianos al estilo de las vedute de Tiepolo y Guardi: Tormenta sobre la laguna de Chioggia (1879, colección particular, Milán). También pintó paisajes alpinos, especialmente del lago Mayor. En 1877 pintó los frescos de la Villa Giovanelli, en Lonigo.
Fue miembro del movimiento denominado Scapigliatura (1860-1880), considerado en ocasiones un antecesor del divisionismo, caracterizado por su interés por la pureza del color y el estudio de la luz. Artistas como Bianchi, Tranquillo Cremona o Daniele Ranzoni pretendían plasmar en el lienzo sus sentimientos mediante vibraciones cromáticas y contornos difuminados, con personajes y objetos casi desmaterializados.